# Harlesden
Harlesden is een wijk in het Londense bestuurlijke gebied Brent, in de regio Groot-Londen.

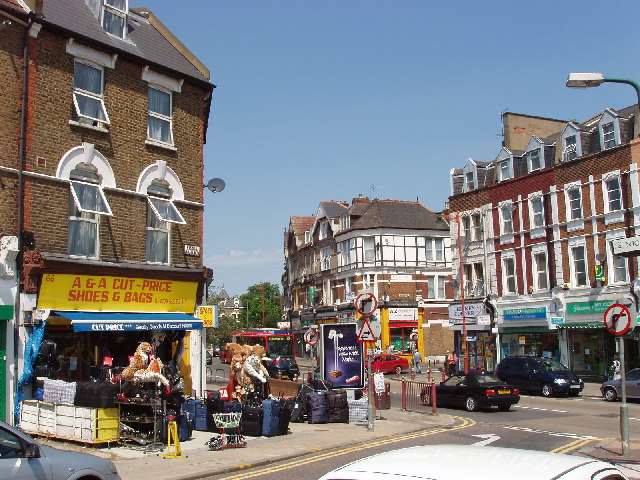
Craven Park Road, Harlesden